# ゲオルク・クリストフ・ヴァーゲンザイル
ゲオルク・クリストフ・ヴァーゲンザイル(Georg Christoph Wagenseil 1715年1月29日 - 1777年3月1日)は、オーストリアの作曲家、鍵盤楽器（ハープシコードとオルガン）奏者である。現在ではほとんど忘れられてしまっているが、生前は非常に高名な音楽家であった。弟子にはフランティシェク・クサヴェル・デュシェック、レオポルト・ホフマン、ヨハン・バプティスト・シェンク（ベートーヴェンの師）らがおり、また、ハイドンやモーツァルトらもヴァーゲンザイルの作品に親しんでいたと伝えられている。

## 生涯
- 1715年 ウィーンに生まれる。
- 1735年 宮廷作曲家、ヨハン・ヨーゼフ・フックスの弟子になる。
- 1739年 宮廷作曲家になる。以後、生涯を通して宮廷に仕えることとなる。
- 1777年 ウィーンにて死去。生涯のほとんどをウィーンですごした。

## 作品
オペラ、合唱曲、交響曲、協奏曲、室内楽曲、鍵盤楽器曲などを多く作曲。WV（ヴァーゲンザイル作品番号）を付けて整理されている場合がある。
- 交響曲 ハ長調 Op.5-5 WV361
- 交響曲 ニ長調 WV374
- 交響曲 ホ長調 WV393
- 交響曲 ヘ長調 WV398
- 交響曲 イ長調 WV421
- 6声の交響曲 イ長調 WV432